# Othello
För andra betydelser, se Othello (olika betydelser).

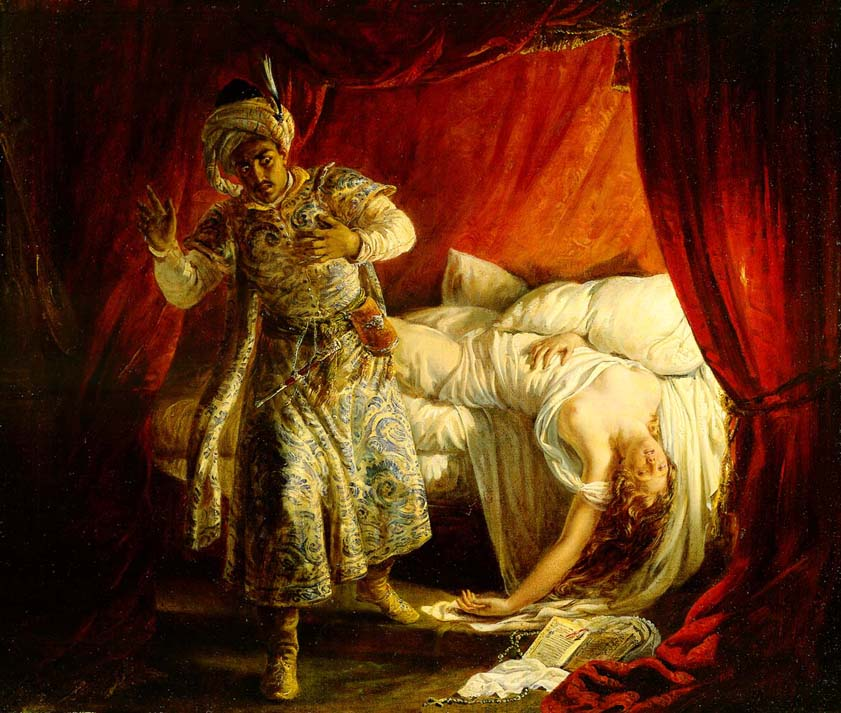
Othello och Desdemona

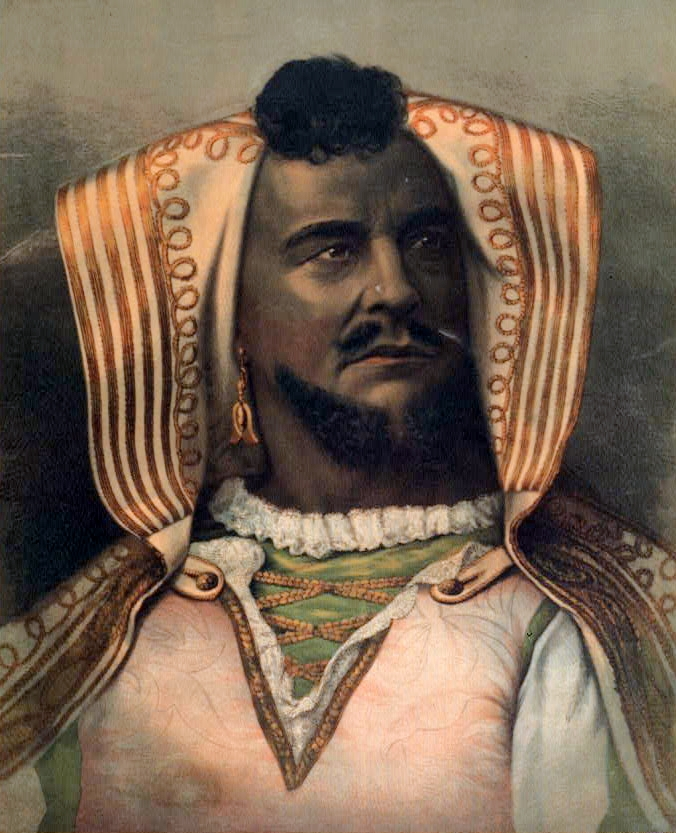
John McCullough som Othello

Othello är en tragedi av William Shakespeare. Tillsammans med Hamlet, Kung Lear och Macbeth brukar den räknas till Shakespeares mogna tragedier. Dramat ligger även till grund för operaverk som Otello av Giuseppe Verdi och Otello av Gioacchino Rossini. 

## Tillkomsthistoria

### Datering
Pjäsen är tillkommen under samma period som tragedin Troilus och Cressida och komedierna Lika för lika och Slutet gott, allting gott och har samma svartsynta syn på sexualiteten. Othello delar ovanlig vokabulär med tragedin och kännetecken i versbehandlingen med komedierna. Enligt Revels Office som bokförde föreställningar vid hovet ägde den första kända föreställningen av Othello rum i november 1604. I Thomas Dekkers och Thomas Middletons pjäs The Honest Whore tillkommen samma år finns det ekon av Othello. I Othello finns upplysningar om den turkiska flottan som är hämtade från Richard Knolles History of the Turks som publicerades hösten 1603. Sammantaget gör detta att pjäsen antas vara skriven sent 1603 och först spelad 1604.

### Pjäsens källor
Pjäsen tros vara tillkommen med viss hänsyn till kung Jakob I:s intresse för kriget mellan Republiken Venedig och Osmanska riket; kommet till uttryck i ett poem om slaget vid Lepanto. Detta krig utgör en flyktig bakgrund till pjäsens handling.
En inspirationskälla tros ha varit Seneca den yngres hämndtragedier. Intrigen är i huvudsak hämtad från novellen Un Capitano Moro ur Giovanni Battista Giraldis (Cinthio) novellsamling Hecatommithi från 1565. Likaså namnet på Othellos hustru Desdemona kommer därifrån. De två första akterna förhåller sig fritt till Cinthio, medan de tre sista akterna följer handlingen närmare. Shakespeare har koncentrerat stoffet och gett dramat psykologiskt djup. Det fanns en fransk översättning av Gabriel Chappuy från 1584 men Shakespeares text är närmare originalets än översättningens. Exotiska detaljer i Othellos repliker är hämtade från Plinius den äldres Naturalis Historia, som det verkar i original och inte i Philemon Hollands översättning.

### Tryckningar och text
Första gången pjäsen publicerades var i en kvartoutgåva, som år 1622 publicerades av Thomas Walkley och saknade angivelse av författarnamn. Kvarton är den enda aktindelade kvartoupplagan av Shakespeares pjäser. Man tror att den grundar sig i Shakespeares handskrivna original, som renskrivits av en professionell skrivare. Nästa gång pjäsen publicerades var i the First Folio 1623 som sammanställdes av Shakespeares skådespelarkollegor John Heminges och Henry Condell och publicerades av Edward Blount och Isaac Jaggard. Forskare tror att folioupplagan undergått bearbetning av hänsyn till lagen Act to Restrain Abuses of Players som tillkom för att hindra blasfemi på teatern. Man tror att folioupplagan är grundad i ett manus som bearbetats för teatern av Shakespeare själv och även det skrivits rent av en professionell skrivare. Folion är 160 rader längre än kvarton och har annorlunda ordval på 1 000 ställen.

## Handling
Roderigo har uppvaktat Desdemona och blir arg när hon väljer den moriske generalen Othello (rollen brukar oftast tolkas som svart, men kan också vara en nordafrikan – Desdemona är europé, den etniska skillnaden har betydelse för handlingen). Sergeanten Jagos hat mot Othello väcks när han befordrar Cassio till löjtnant framför honom själv. Tillsammans väcker Rodrigo och Jago upp Desdemonas far Brabantio och berättar att hon rymt med Othello. Brabantio går till attack mot Othello inför hertigens råd i Venedig. Othello svarar att Desdemona gift sig med honom frivilligt, vilket hon bekräftar. Othello säger att han älskar Desdemona bortom allt förnuft. Samtidigt pågår krig mellan Venedig och Osmanska riket. Generalen Othello, vars rättrådighet hertigen prisat, beordras till Cypern. Desdemona skall med och eskorteras av Jago, som samtidigt lovar hjälpa Rodrigo att försöka förföra henne. Jago har en misstanke om att hans hustru Emilia varit otrogen med Othello. Jago vill hämnas på Othello och Cassio genom att få Othello att misstänka att Desdemona varit otrogen med Cassio.
På Cypern skall det firas att den turkiska flottan gått under i en storm. Jago super Cassio full inför att denne skall gå sin vakt. Cassio hamnar i slagsmål med Montano, Cyperns guvernör. Othello avskedar Cassio. Jago intalar Cassio att försöka få Desdemona att tala för hans sak. Cassio ber Emilia ordna ett möte med Desdemona. Inför Othello talar hon väl om Cassio. Jago väcker Othellos misstankar om varför Desdemona beter sig som hon gör. Desdemona slarvar bort en näsduk hon fått av Othello. Jago har fått tag i näsduken och ger den till Cassio. Till Othello säger han att han hört Cassio tala om Desdemona i sömnen och att han har näsduken. Jago lovar hjälpa Othello att hämnas.
Othello frågar Desdemona om näsduken. När hon inte kan få fram den blir han arg. Cassios älskarinna Bianca förebrår honom för att de träffas så sällan. Han säger att han känt sig dyster och ber henne kopiera mönstret på näsduken. Jago säger till Othello att Cassio har erkänt otrohetsaffären med Desdemona. Othello blir omtumlad, börjar mumla osammanhängande och får ett epileptiskt anfall. Jago vill att Othello skall tjuvlyssna till ett samtal mellan honom och Cassio. Jago pratar med Cassio om Bianca. Cassio hånar henne för att hon tror att de skall gifta sig. Othello missuppfattar och tror att de pratar om Desdemona. Bianca kommer med näsduken och Othello tror att Cassius gett den till en prostituerad.
Othello kallas tillbaka till Venedig. När Desdemona gläds med honom slår han till allmän förvåning till henne. Jago kommenterar att han ibland är ännu mer obalanserad. Othello ställer Desdemona till svars för otrohet. Jago och Emilia tröstar henne. Till Emilia säger Desdemona att hon aldrig skulle kunna vara otrogen. Jago hetsar Rodrigo att överfalla Cassio som såras. När han ropar på hjälp drar Othello slutsatsen att Jago haft rätt om honom. Jago låtsas att han är upprörd över att Cassio överfallits och dödar Rodrigo. Othello väcker Desdemona med en kyss men hotar henne strax med döden. Hon försvarar sig med att Cassio kan intyga hennes oskuld. Han är död säger Othello och kväver henne med en kudde.
Othello berättar om Desdemonas otrohet för Emilia men hon försvarar henne och säger att allt är en lögn. Emilia uppmanar Jago att berätta sanningen. Han vägrar. Othello får veta att Emilia gett Jago näsduken. Han blir rasande och överfaller Jago, som sårar Emilia och sedan lyckas fly. Emilia dör. Jago infångas och förs till tortyr. Othello avskedas från sin tjänst och tar sitt liv.

## Översättningar till svenska
Othello finns i åtta svenska översättningar, varav sju getts ut i bokform. Den första översättningen Othello, mohren i Venedig av Karl August Nicander kom ut 1826. 1850 kom Carl August Hagbergs översättning med samma titel i Shakspere's dramatiska arbeten. Bd 10. Per Hallströms översättning publicerades 1926 i Shakespeares dramatiska arbeten. Sorgespel, Bd 2. 1952 spelade Malmö stadsteater Allan Bergstrands översättning. Björn Collinders översättning publicerades 1961 och året därpå Åke Ohlmarks Othello, moren från Venedig i samlingsbandet Tragedier. 1978 gavs Anders Carlbergs översättning ut och 1987 Mats Huldéns och Lars Huldéns.

## Uppsättningar
Forskare tror att Shakespeare skrev huvudrollen för stjärnan i the King's Men, Richard Burbage. Enligt Revels Office som bokförde föreställningar vid hovet ägde den första kända föreställningen av Othello rum i november 1604 inför Jakob I:s och hovet i Banqueting House på Whitehall Palace. Othello var en populär pjäs under Shakespeares livstid. Kvartoupplagan anger att pjäsen spelats på både the Blackfriar's Theatre och the Globe. Ett ögonvittne talar om att den spelades i Oxford 1610. Prins Ludwig Friedrich von Württemberg såg Othello med the King's Men på the Globe 30 april 1610. Enligt the Treasurer of the Chamber, som bokförde all underhållning vid hovet, spelades Othello av the King's Men vid hovet vintern 1612-1613.
När en adaption av Othello spelades i Paris 1792, republikens andra år, så ansågs pjäsen vara alltför våldsam. De gjorde dessutom Othello mer ljushyad än i den engelska traditionen, för att inte skrämma kvinnorna. Att tappa en näsduk ansågs alltför intimt, så Desdemona fick istället förlägga ett diadem. Att Othello kvävde Desdemona med en kudde ansågs också opassande, så han fick istället knivmörda henne.
John Philip Kemble hade framgångar som Othello. Det hade även Edmund Kean som spelade rollen från 1814 tills han kollapsade i fjärde akten 1833. Amerikanen Ira Aldridge var den första svarte skådespelaren som spelade Othello, dock på dåvarande Royal Coburg Theatre (nu Old Vic) i London 1825 och aldrig i USA. Han spelade därefter rollen till 1865.
1837 alternerade William Macready och Samuel Phelps mellan Othello och Jago på Drury Lane Theatre i London. Framgångsreceptet upprepades 1880 av Edwin Booth och Henry Irving. 1896 spelades Othello av ingen mindre än Konstantin Stanislavskij. När Othello framfördes i Chicago 1909 blev en löjtnant i publiken så upprörd över Jagos uppträdande att han sköt ner honom. Därpå sköt löjtnanten sig själv.
1910 regisserades pjäsen av Max Reinhardt på Deutsches Theater i Berlin med Albert Bassermann i titelrollen. 1953 togs pjäsen upp igen på Deutsches Theater.
När den svarte amerikanen Paul Robeson spelade Othello i London 1930 väcktes skandal då han kysste Peggy Ashcroft. På turné i USA 1943 med Paul Robeson som Othello och José Ferrer som Jago i regi av Margaret Webster, kunde föreställningen bara spelas i Nordstaterna. Från 1950-talet i USA och 1980-talet i Storbritannien har det varit vanligast att rollen som Othello spelats av svarta skådespelare. 1997 spelades Othello av den vite skådespelaren Patrick Stewart medan resten av ensemblen var svart.
1933 spelades Jago av Laurence Olivier på Old Vic. 1963 återvände han till pjäsen, denna gång som Othello, på Royal National Theatre. Han fick beröm för sin tolkning men kritik för att svartsminkningen liknade en rasistisk stereotyp. 1955 alternerade Richard Burton och John Neville i huvudrollerna på Old Vic. 1980 spelades Othello av Paul Scofield på National Theatre. Andra vita skådespelare som spelat Othello inkluderar Anthony Hopkins och Ben Kingsley. 1998 spelade Patrick Stewart en vit Othello i en helsvart ensemble i Washington, D.C..
1982 sattes Othello upp på Broadway med James Earl Jones som Othello och Christopher Plummer som Jago. Plummer är den ende som nominerats till en Tony Award för att ha spelat i Othello. 1987 regisserade Janet Suzman Othello på Market Theatre i Johannesburg med John Kani i huvudrollen, ett vågat repertoarval under apartheid.
1990 regisserade Alan Ayckbourn pjäsen på Stephen Joseph Theatre i Scarborough med Michael Gambon i titelrollen. Michael Grandage regisserade pjäsen 2007 på Donmar Warehouse i London med Chiwetel Ejiofor som Othello, Ewan McGregor som Jago och Tom Hiddleston som Cassio.
På Det Kongelige Teater i Köpenhamn spelades hösten 2017 titelrollen av en kvinna med nordafrikanskt påbrå, Lila Nobel, i homosexuellt äktenskap i en mansdominerad, nutida värld; regi av Elisa Kragerup.

### Uppsättningar i Sverige
1802 gästades Stockholm av en fransk trupp som framförde Othello, förmodligen i franskklassisk adaption. Truppen anfördes av de Villiers. 17 april 1827 hade Kungliga Dramatiska Teatern som då höll till på Gustaf III:s opera svensk premiär på Othello med Nils Almlöf i titelrollen, Johan Gustav Lindman som Jago och Sara Strömstedt som Desdemona och under ledning av Karl Hjortsberg. Översättningen på blankvers var gjord av Karl August Nicander, bearbetad av båda Dramatencheferna Gustaf Fredrik Åkerhielm och Gustaf Lagerbielke. Bearbetningen gick i franskklassisk stil och betecknades som "ett lappverk, som sömmats om så många gånger, att den icke höll ihop". Skådespelarna stod uppställda i rangordning i en halvcirkel framför sufflörluckan. Uppsättningen fick övervägande nergörande kritik och lades ner efter bara fem föreställningar, de båda sista med nästan tom salong. Fram till 1830 repriserades den ytterligare tre gånger. Efter detta skulle det dröja 15 år innan nationalscenen på nytt spelade Shakespeare, nämligen Romeo och Julia.
1857 gästspelade den svarte amerikanske skådespelaren Ira Aldridge med titelrollen i Othello på Dramaten som fortfarande spelade på Gustavianska operahuset. Aldridge spelade på engelska medan resten av ensemblen spelade på svenska i Carl August Hagbergs översättning. Jago spelades av Edvard Swartz. 1861 spelade Dramaten Othello på nytt med Ludvig Josephson som Jago. Uppsättningen vållade en häftig pressdebatt. Vissa tyckte att Dramatens skådespelare skulle dra lärdom av Aldridges realistiska spel. Hos andra förekom rasistiska angrepp. Vid mitten av 1870-talet spelade de svenska skådespelarna August Lindberg och Emil Hillberg Othello och Jago i Helsingfors. 1879 tog Dramaten upp Othello på nytt. Emil Hillberg spelade Jago igen, medan Othello gjordes av Axel Elmlund. Elmlund fick beröm för sin prestation, han spelade med "värme och kraft".

#### Uppsättningar i Sverige sedan år 1900
- 1905 Knut Lindroths turné, översättning Carl August Hagberg, med Knut Lindroth
- 1909 Svenska Teatern, Stockholm
- 1917 Kungliga Operan, gästspel av Deutsches Theater, regi Max Reinhardt
- 1921 Lorensbergsteatern, Göteborg, regi Per Lindberg
- 1924 Dramaten, regi Olof Molander, med Anders de Wahl & Lars Hanson
- 1927 Valand, Göteborg, gästspel av King's College, regi H.W. Beck
- 1931 Radioteatern, regi Per Lindberg, med Anders de Wahl
- 1934 Helsingborgs stadsteater, regi Einar Hjort
- 1935 Radioteatern, regi Alf Sjöberg, med Anders de Wahl
- 1944 Radioteatern, regi Alf Sjöberg, med Holger Löwenadler
- 1946 Göteborgs stadsteater, regi Knut Ström
- 1952 Malmö stadsteater, översättning Allan Bergstrand, regi Lars-Levi Læstadius, med Arnold Sjöstrand, Georg Årlin, Sven-Eric Gamble & Ernst-Hugo Järegård
- 1954 Uppsala studentteater, regi Jan-Olof Strandberg
- 1955 Radioteatern, regi Stig Torsslow, med Ulf Palme, Gertrud Fridh & Bengt Ekerot
- 1957 Riksteatern, översättning Allan Bergstrand, regi Börje Mellvig, med Holger Löwenadler, Öllegård Wellton & Hans Strååt
- 1961 Stockholms stadsteater, regi Birgit Cullberg
- 1963 Uppsala-Gävle Stadsteater
- 1965 Riksteatret, Norge, gästspel på Riksteatern
- 1966 Folkteatern, Göteborg, regi Ellen Isefiaer
- 1976 Helsingborgs stadsteater, översättning Allan Bergstrand, Gunnar Larssen & Claes Sylwander, regi Claes Sylwander
- 1978 Radioteatern
- 1978 Stockholms Stadsteater, översättning Göran O Ericsson, regi Johan Bergenstråhle, Björn Gedda som moren Othello, Claire Wickholm som Desdemona, ersatte Bergliot Arnadottir, Christer Henriksson som Jago
- 1987 Göteborgs stadsteater, översättning Lars Huldén & Mats Huldén, regi Katarina Lahti, med Sten Ljunggren & Göran Ragnerstam
- 1991 Fenixteatern, Stockholm, översättning Lars Huldén & Mats Huldén, regi Christian Lund, med Tommy Johnson
- 1992 Stockholms stadsteater, översättning Lars Huldén & Mats Huldén, regi Fred Hjelm, med Gösta Bredefeldt & Göran Ragnerstam
- 1992 Strandberg-Zell teaterproduktion, Borrby, regi Anita Blom
- 1996 Teaterstudio Lederman, översättning Åke Ohlmarks, regi Jurij Lederman
- 1999 Riksteatern, översättning Lars Huldén & Mats Huldén, regi Eva Gröndahl, med Karl Dyall
- 2000 Romateatern, Gotland, översättning Lars Huldén & Mats Huldén, regi Thomas Segerström
- 2006 Spegelteatern vid Steninge slott, regi Peter Bark
- 2008 Västmanlands teater, Västerås, översättning Lars Huldén & Mats Huldén, regi Fredrik Hiller
- 2009 Friteatern, Sundbyberg, översättning Niklas Hald, regi Cleo Boman
- 2010 Gottsunda teater, Uppsala, regi Nanna Castillo
- 2011 Riksteatern & Regionteatern Blekinge Kronoberg, översättning Lars Huldén & Mats Huldén, regi Dritëro Kasapi
- 2012 Romateatern, översättning Lars Huldén & Mats Huldén, regi Thomas Segerström, med Allan Svensson & Peter Gardiner
- 2014 Stockholms stadsteater, översättning Lars Huldén & Mats Huldén, regi Ole Anders Tandberg, med Karl Dyall

## Filmatiseringar (urval)
Othello har filmats många gånger, däribland: 
- 1922 regi Dimitri Buchowetzki, med Emil Jannings
- 1951 regi Orson Welles, med Orson Welles
- 1965 regi Stuart Burge, med Laurence Olivier & Maggie Smith
- 1981 regi Jonathan Miller, med Anthony Hopkins & Bob Hoskins (TV, Storbritannien)
- 1989 regi Trevor Nunn, med Ian McKellen (filmad teaterföreställning från Stratford-upon-Avon)
- 1995 regi Oliver Parker, med Laurence Fishburne & Kenneth Branagh
- 2001 O, regi Tim Blake Nelson, med Josh Hartnett & Martin Sheen
- 2006 Omkara, regi Vishal Bharadwaj, med Ajay Devgan & Saif Ali Khan